# Chaumont-la-Ville
Chaumont-la-Ville är en kommun i departementet Haute-Marne i regionen Grand Est (tidigare regionen Champagne-Ardenne) i nordöstra Frankrike. Kommunen ligger i kantonen Bourmont som tillhör arrondissementet Chaumont. År 2022 hade Chaumont-la-Ville 114 invånare.

## Befolkningsutveckling
Antalet invånare i kommunen Chaumont-la-Ville
| Referens: INSEE |